# Mariana Pimentel
Mariana Pimentel là một đô thị thuộc bang Rio Grande do Sul, Brasil. Đô thị này có diện tích 338,131 km², dân số năm 2007 là 4002 người, mật độ 11,84 người/km².